# Iglesia de San Vicente Mártir (Olombrada)
La iglesia de San Vicente Mártir es una iglesia católica, dedicada a san Vicente Mártir llamado también Vicente de Zaragoza de la localidad de Olombrada, en la provincia de Segovia, comunidad autónoma de Castilla y León, España.

## Descripción
Se trata de un templo realizado en piedra, de estilo barroco que consta de tres naves con una cúpula sobre el 
presbiterio. Se yergue sobre el primitivo templo románico, reformado en el siglo XVII.

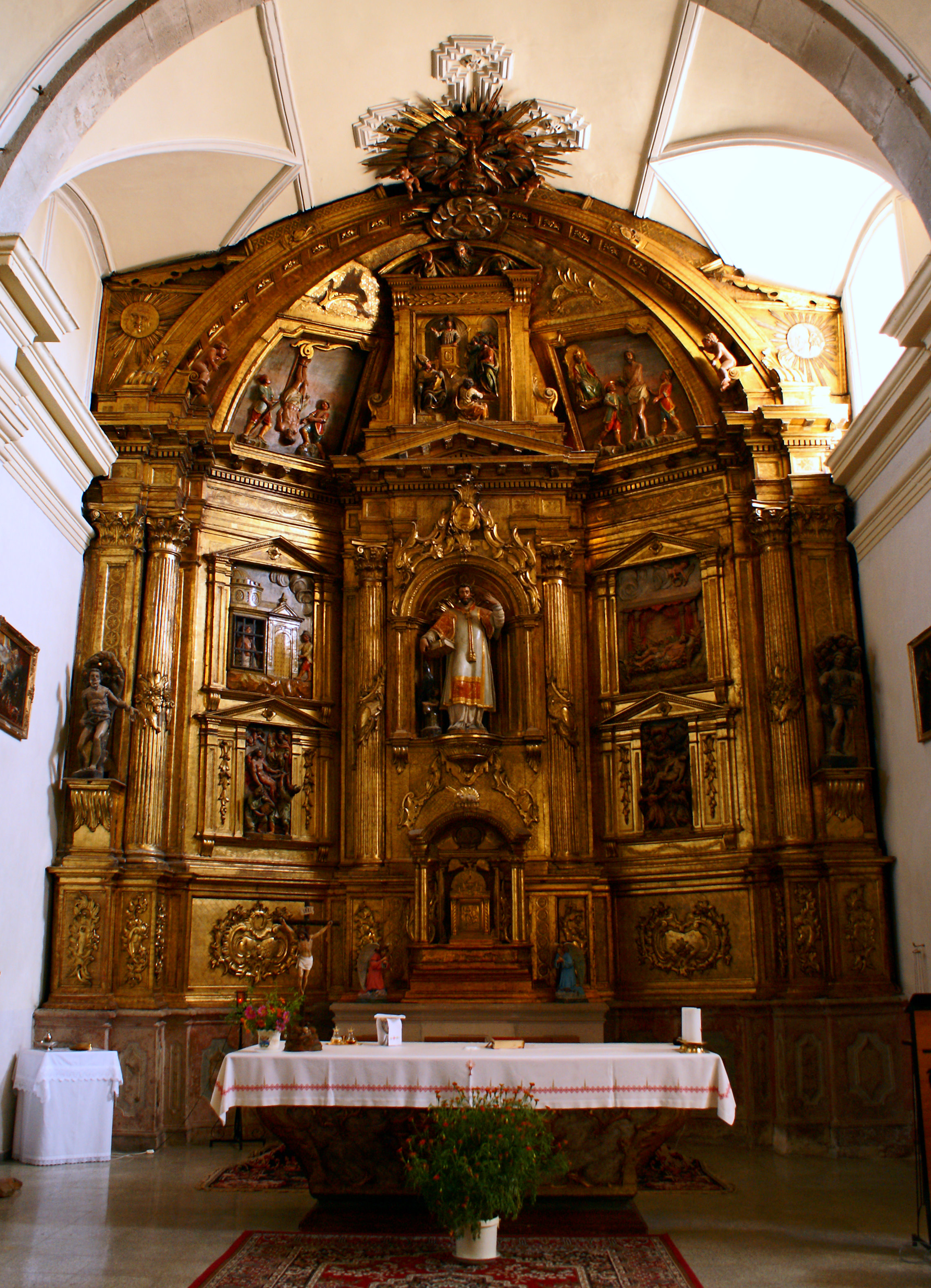
Retablo mayor.

## Interior
Destaca su cruz procesional, de plata, y su retablo mayor también dedicado a san Vicente, compuesto de tres calles y cuatro pisos por los que discurren escenas de la vida del santo, se remata en su ático con una imagen del Padre Eterno.